# Aston Martin V8 Vantage Zagato
El Aston Martin V8 Vantage Zagato es un automóvil deportivo de gran turismo que fue producido por la marca británica Aston Martin entre 1986 y 1990. El V8 Vantage Zagato era un modelo de edición limitada, del que se fabricaron menos de 90 unidades.

## Versiones
El V8 Vantage Zagato fue producido en dos versiones, cupé y descapotable (V8 Vantage Zagato Volante). El V8 Zagato cupé fue la primera versión que se mostró en el Salón del Automóvil de Ginebra, en 1986, y los pedidos fueron aceptados rápidamente a pesar de mostrar sólo el boceto del coche un año antes, en ese mismo salón del automóvil. La decisión de construir el posterior descapotable fue controvertida, puesto que los 52 cupés ya habían sido comprados a la altura del mercado de especulación de los supercoches, y los descapotables en principio podrían ser más deseados que los cupés. La versión descapotable fue presentada en el Salón del Automóvil de Ginebra de 1987. Solamente fueron construidas 52 unidades del cupé y 37 del descapotable, entre 1986 y 1990.

## Diseño
El V8 Vantage Zagato, como su nombre indica, se basa en el Aston Martin V8, pero con una carrocería diseñada por la empresa carrocera italiana Zagato. El diseño es una interpretación angular y moderna del Aston Martin DB4 GT Zagato de la década de 1960. La carrocería está hecha de aluminio, y todas las ventanillas del cupé son ampliamente acristaladas. A la versión V8 Zagato Volante se le realizaron algunos cambios en el diseño, que consistieron en modificar los faros (instalando unos faros escamoteables, con cubrefaros), las luces delanteras y la parrilla, y eliminar el bulto y las tomas de aire del capó. No todos los descapotables fueron producidos con estos cambios, algunas unidades tenían la parte frontal igual a la del V8 Zagato cupé.

## Mecánica
El V8 Vantage Zagato es propulsado por un motor V8 dispuesto a 90°, con 432 CV (322 kW) y una cilindrada de 5,3 litros. Con este motor, el V8 Vantage Zagato puede alcanzar una velocidad máxima de 300 km/h. La caja de cambios es manual con 5 velocidades. En la versión V8 Zagato Volante estaba disponible opcionalmente una caja de cambios automática, con 3 velocidades.

## Precios
El V8 Vantage Zagato es un lujoso automóvil que tenía un precio de 95.000 libras en la época, con alta rareza y puesto en venta en el precio auge de supercoches desde 1987 hasta 1990. El posterior descapotable fue vendido por 125.000 libras.

## Especificaciones
| Ficha técnica          | Aston Martin V8 Vantage Zagato |
| Motor                  | 8 cilindros en V DOHC, 2 válvulas por cilindro.                                                                                         |
| Cilindrada             | 5341 centímetros cúbicos. |
| Diámetro y carrera     | 85 x 100 mm. |
| Alimentación           | V8 Vantage Zagato: 4 carburadores Weber. V8 Vantage Zagato Volante: inyección de combustible Bosch.                                     |
| Relación de compresión | 10.2:1 |
| Potencia máxima        | 432 CV a 6000 rpm. |
| Par máximo             | 536 Nm a 5100 rpm. |
| Transmisión            | Caja de cambios manual de 5 velocidades, o una automática Torqueflight de 3 velocidades en el V8 Vantage Zagato Volante.                |
| Suspensión             | Delantera con trapecios independientes y amortiguadores telescópicos, trasera con eje De Dion y amortiguadores telescópicos ajustables. |
| Frenos                 | De discos ventilados, servo asistidos.                                                                                                  |
| Velocidad máxima       | 300 km/h (186 mph). |
| Aceleración            | 0 a 100 km/h en 5,0 segundos. |